# Пеллетье-Готье, Соня
Соня Пеллетье-Готье (родилась в Гебвиллер (Верхний Рейн)) — французский писатель и историк, режиссер документальных фильмов.

## Биография

### Обучение
Училась в университете в Мюлузе (1976—1978), затем в Страсбурге (1978—1985), где в 1985 году получила степень магистра истории.

### Историк
Исторические исследования Сони Пеллетье-Готье (особенно архивные) сосредоточены на средневековье . Ее научным руководителем, с которым она до сих пор консультируется (в частности, чтобы она читала свои рукописи), является профессор Фрэнсис Рапп, медиевист и член Institut de France (Académie des Inscriptions et Belles Lettres).

### Писатель
Eë первый роман «Дилеммы инквизитора» (изданный в виде трилогии) получил в 2009 году Гран-при Академии наук, литературы и искусства Эльзаса.
Первый том (Étienne ou la Tourmente parisienne) её второй трилогии был выбран в 2010 году на Prix des Romancières (президент: Жаклин Монсиньи).
Соня Пеллетье-Готье также была приглашена профессорами литературы по сравнению с Сорбонной, Анной и Татьяной Дукреи Виктофф, для участия в литературном симпозиуме в 2013 году (Тайны Возрождения в Европе, конец XIX век — начало XXI века), труды которого опубликованы в 2015 г.: (статья Сони Пеллетье-Готье: Роман: новая форма Тайны? — Свидетельство современного писателя, p. 381—388).
В своих романах Соня Пеллетье-Готье, под влиянием работы, которую она проделала с карикатуристами из международной прессы, всегда использует художника. : художник Жан в дилеммах инквизитора, любопытная смесь дизайнера Планту и знаменитого художника Ганса Бургкмайра (1473—1531); художник Священной Германской империи Конрад Витц (ок. 1400—1445/46) в «Петре или дыхании жизни»; английский просветитель Мэтью Пэрис (ок. 1200—1259) в Риме 1215 г.

## Произведения

### Книги по истории
Личные публикации
- 1988 г.: Церковь и религиозная жизнь в Гебвиллере в конце средневековья, магистерская диссертация, присужденная Генеральным советом Верхнего Рейна и опубликованная Научным обществом регионов Эльзаса и Восточных регионов, Кольмар.

Коллективные публикации
- 1994 г.: Хроники доминиканцев Гебвиллера, Société d’Histoire et du Musée du Florival, «Доминиканцы Гебвиллера и их история», p. 17-26, Art Réal.
- 1996 г.: Доминиканцы и доминиканцы в Эльзасе, Материалы международной конференции, проходившей с 8 до 9 апреля 1994 г., «Цветение доминиканцев во второй половине XV века век в Гебвиллере», p. 53-61, Editions d’Alsace.

### Романы
- 2008 г.: Дилеммы инквизитора, предисловие Эрика де Клермон-Тоннера, бывшего президента Директории изданий дю Серфа, Издания Пьеррегора, 2008 г. (Гран-при Академии наук, литературы и искусства Эльзаса, 2009 г.).

1. Сера и благовония, сентябрь 2008 г..
2. Инквизитор и ведьма, сентябрь 2008 г..
3. Ад несовершенного, сентябрь 2008 г..

- 2009 — 2010 гг.: Pierre ou le Souffle d’une Vie, предисловие Фрэнсиса Раппа, члена Института, издательства Pierregord, 2009—2010 гг. http://www.historia.fr/mensuel/760/la-rive-gauche-de-la-seine-sous-charles-vii-01-04-2010-52453